# Domenico Capranica
Domenico Capricana, dit le cardinal de Fermo (né le 31 mai 1400 à Capranica Prenestina, dans le Latium, alors dans les États pontificaux, et mort à Rome le 14 août 1458) est un cardinal italien du XVe siècle. Il est le frère du cardinal Angelo Capranica (1460).

## Biographie
Domenico Capricana étudie à l'université de Padoue et à l'université de Bologne. Il est secrétaire du pape Martin V, trésorier apostolique, clerc et protonotaire apostolique, prévot d'Albi et commendataire de plusieurs bénéfices.
Le pape Martin V le crée cardinal au consistoire du 23 juillet 1423. Sa création est publiée le 8 novembre 1430.
En 1425, il est nommé évêque de Fermo et gouverneur de Forlì en 1426, légat à Bologne en 1428, gouverneur de Pérouse et du duché de Spolète et légat en Marche d'Ancône. En 1438 et 1448, il est camerlingue du Sacré Collège.
À partir de 1449, il est aussi grand pénitencier et, à partir de 1447, archiprêtre de la basilique du Latran. Capranica est cardinal protoprêtre en 1450 et légat près du roi Alphonse V d'Aragon, roi de Naples. Il est le fondateur de l' « Almo Collegio Capranica »  en 1457 et l'auteur d'œuvres comme  « Il governo del pontificato » et  L'arte del ben morire (Ars moriendi).
Le cardinal Capranica ne participe pas au conclave de 1431, à l'issue duquel Eugène IV est élu pape. Il participe aux conclaves de 1447 (élection de Nicolas V) et de 1455 (élection de Calixte III).

## Sources
- Fiche du cardinal sur le site fiu.edu